# Singida Rural (huyện)
Singida Rural là một huyện thuộc vùng Singida, Tanzania. Thủ phủ của huyện Singida Rural đóng tại Singida. Huyện Singida Rural có diện tích 12164 ki lô mét vuông. Đến thời điểm điều tra dân số ngày 25 tháng 8 năm 2002, huyện Singida Rural có dân số 400377 người.